# Gertrude Short
Gertrude Short (Cincinnati, 6 aprile 1902 – Hollywood, 31 luglio 1968) è stata un'attrice statunitense, apparsa in 132 pellicole tra il 1912 e il 1945.

## Biografia

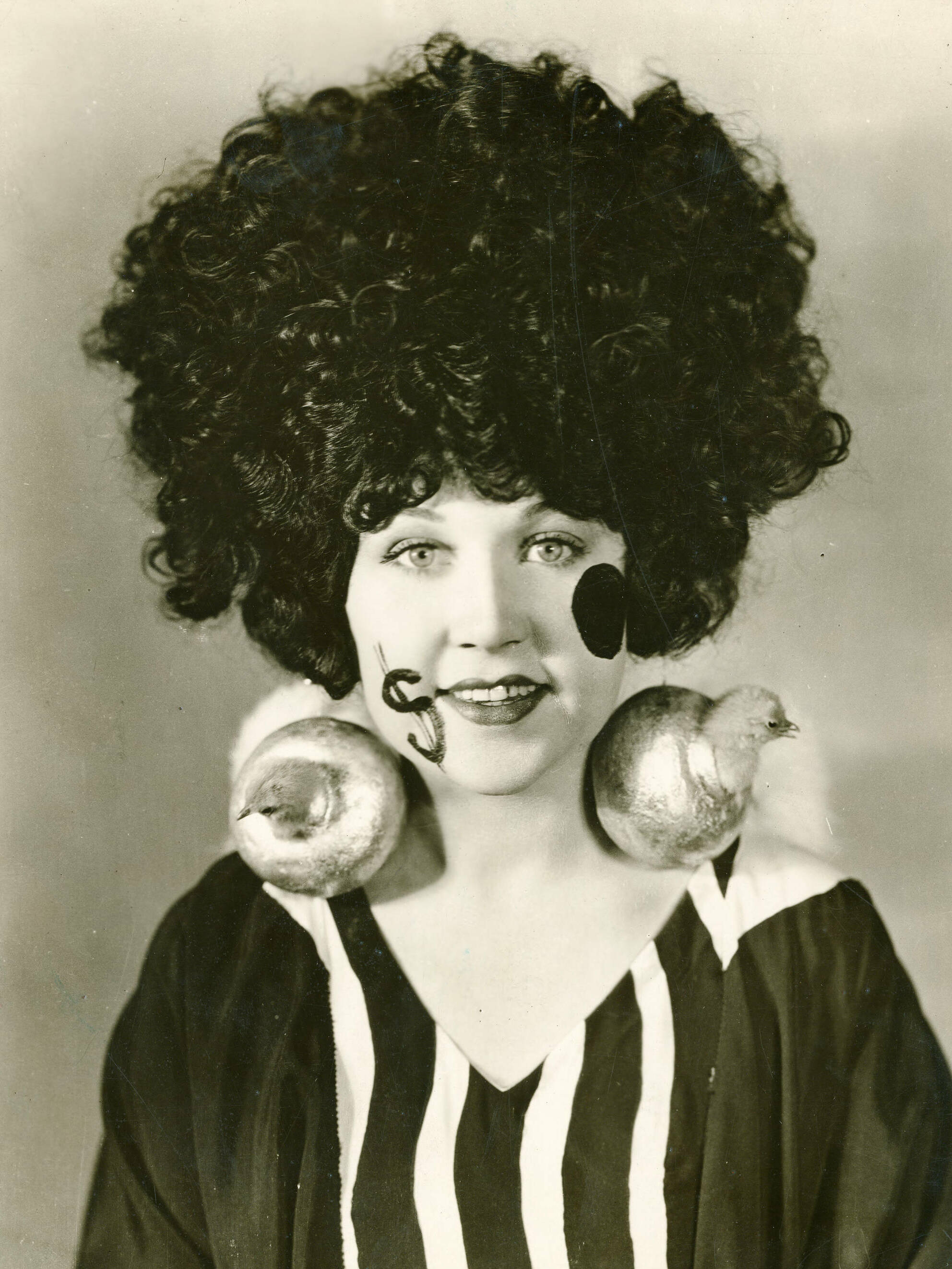
Gertrude Short, 1925

Nata nel 1902 a Cincinnati, Ohio, Gertrude Short inizia la sua carriera cinematografica come attrice bambina all'età di dieci anni nel cortometraggio Hearts in Conflict (1912). È figlia d'arte, i suoi genitori, Lew Short e Estelle Short, sono entrambi attori, così come il fratello Antrim Short, la sorella Florence Short e la cugina Blanche Sweet. Diventa uno degli attrici bambine di punta del periodo, dapprima in lunga serie di cortometraggi, e poi anche in importanti lungometraggi, tra cui The Little Princess (1917) con Mary Pickford. 
Continua la sua carriera da giovane attrice negli anni venti e trenta, prima di abbandonare le scene. 
L'attrice, morta nel 1968 per un attacco cardiaco all'età di 66 anni, era sposata con l'attore e regista Scott Pembroke

## Riconoscimenti
- Young Hollywood Hall of Fame (1908-1919)

## Filmografia parziale

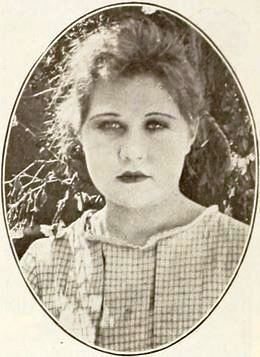
Gertrude Short nel film In Mizzoura (1919)

- The Driver of the Deadwood Coach, regia di George Melford - cortometraggio (1912)
- Playmates (1913)
- The Sea Urchin, regia di Edwin August (1913)
- Secret of the Bulb, regia di William J. Bauman (1914)
- The Honor of the Mounted, regia di Allan Dwan - cortometraggio (1914)
- The Embezzler, regia di Allan Dwan - cortometraggio (1914)
- The Little Angel of Canyon Creek, regia di Rollin S. Sturgeon (1914)
- The Cowboy and the Lady, regia di Edwin Carewe (1915)
- A Bit o' Heaven, regia di Lule Warrenton (1917)
- The Hostage, regia di Robert Thornby (1917)
- The Little Princess, regia di Marshall Neilan (1917)
- Amore d'artista (Amarilly of Clothes-Line Alley), regia di Marshall Neilan (1918)
- Bivio tragico (The Only Road), regia di Frank Reicher (1918)
- Riddle Gawne, regia di William S. Hart e Lambert Hillyer (1918)
- Blackie's Redemption, regia di John Ince (1919)
- The Heart of Youth, regia di Robert G. Vignola (1919)
- In Mizzoura, regia di Hugh Ford (1919)
- You Never Can Tell, regia di Chester M. Franklin (1920)
- She Couldn't Help It, regia di Maurice Campbell (1920)
- Cinderella's Twin, regia di Dallas M. Fitzgerald (1920)
- The Blot, regia di Lois Weber (1921)
- Paradiso folle (Fool's Paradise), regia di Cecil B. DeMille (1921)
- Rent Free, regia di Howard Higgin (1922)
- Headin' West, regia di William James Craft (1922)
- Boy Crazy, regia di William A. Seiter (1922)
- Youth to Youth, regia di Émile Chautard (1922)
- The Prisoner, regia di Jack Conway (1923)
- Crinoline and Romance, regia di Harry Beaumont (1923)
- La casa delle 4 ragazze (The Gold Diggers), regia di Harry Beaumont (1923)
- Breaking Into Society, regia di Hunt Stromberg (1923)
- The Man Life Passed By
- Leap Year, regia di James Cruze, Roscoe 'Fatty' Arbuckle (1924)
- Julius Sees Her
- The Narrow Street, regia di William Beaudine (1925)
- Ladies of Leisure, regia di Thomas Buckingham (Tom Buckingham) (1926)
- Il giglio (The Lily), regia di Victor Schertzinger (1926)
- The Masked Woman, regia di Silvano Balboni (1927)
- Il padiglione delle meraviglie (The Show), regia di Tod Browning (1927)
- Ah! Che maschietta! (Tillie the Toiler), regia di Hobart Henley (1927)
- Adamo e il peccato (Adam and Evil), regia di Robert Z. Leonard (1927)
- Cercatrici d'oro (Gold Diggers of Broadway), regia di Roy Del Ruth (1929)
- Cercasi avventura (Bulldog Drummond), regia di F. Richard Jones e, associato, Leslie Pearce (1929)
- Take 'em and Shake 'em, regia di William Goodrich (Roscoe 'Fatty' Arbuckle) (1931)
- Gigolettes, regia di William Goodrich (1932)
- Niagara Falls, regia di William Goodrich (1932)
- L'uomo ombra (The Thin Man), regia di W. S. Van Dyke (1934)
- Penny Wisdom, regia di David Miller (1937)